# Movimento Humanista

Primeiro congresso Internacional Humanista, em Florença, Itália, 1989.

O Movimento Humanista, também denominado por Novo Humanismo, Humanismo Universalista ou Movimento Siloísta, surgiu a partir de 1969 e baseia-se em 3 pilares básicos: o Ser Humano como valor central,  a não violência e a não discriminação. É uma corrente de opinião com presença em mais de 100 países das Américas, Europa, África e Ásia, que reconhece os antecedentes históricos do humanismo e que atualmente entende-se mais como uma nova sensibilidade, uma nova forma de pensar, sentir e atuar no mundo. O fundador do Movimento Humanista é o escritor argentino Mario Rodrigues Luis Cobos, mais conhecido por seu pseudónimo literário Silo. Em referência ao pseudónimo deste autor, o movimento as vezes é conhecido como movimento siloísta. O Movimento Humanista trabalha, segundo suas publicações, para resolver os grandes problemas humanos, tanto do indivíduo como  da sociedade, para os quais propõe o chamado humanismo universalista. Não é uma instituição, pois dá lugar a numerosos agrupamentos e organizações. Tão pouco pretende hegemonizar as distintas correntes humanistas e humanitárias, diferenciando-se muito claramente de todas as outras que ― apesar de as considerar um esforço louvável ― crê que não se esforçam para modificar as estruturas que geram os males que elas remedeiam. Em todo caso, estabelece relações pontuais com todos os agrupamentos progressistas com base em critérios de não discriminação, reciprocidade e convergência da diversidade.
Por apresentar elementos espirituais na ideologia, o movimento é erroneamente considerado às vezes como um novo movimento religioso e é discutido de maneira controversa em alguns países, especialmente na França: A Assembleia Nacional Francesa considerou o movimento como seita e "alternativo" em 1995.

## Princípios

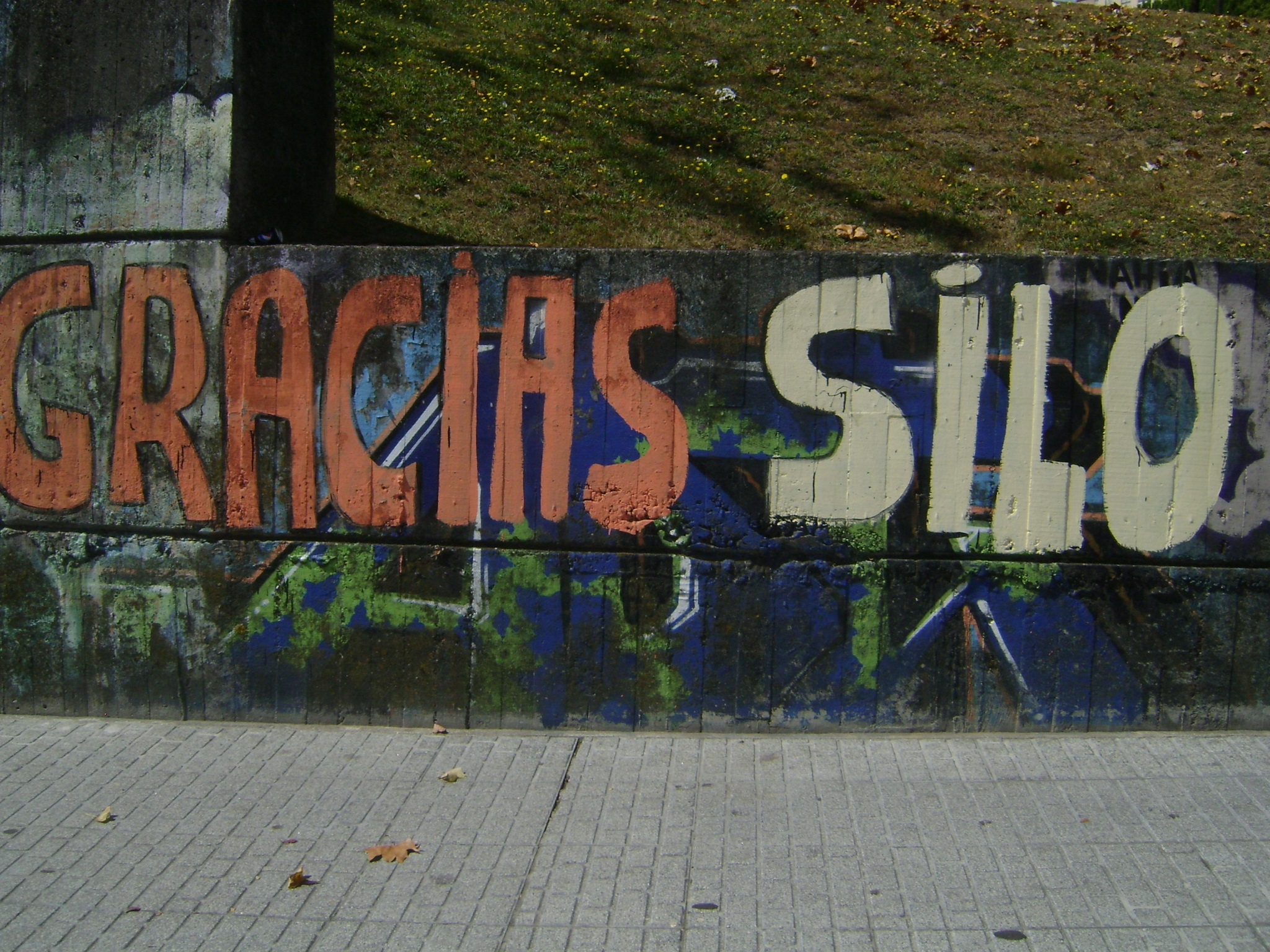
Graffiti em Corunha, Espanha, em homenagem a Silo (Mario Rodrigues Luis Cobos), fundador do Movimento Humanista.

O Movimento Humanista é uma corrente de opinião formada por pessoas que concordam em pontos básicos sobre o ser humano e que visam orientar e criar ações para desenvolver mudanças positivas no indivíduo e na sociedade. Também é incluído o conjunto de pessoas que concordam sobre as propostas do Novo Humanismo presentes no Documento do Movimento Humanista.
A filosofia humanista inspira-se nos princípios siloístas, pelos quais os seres humanos devem ser libertos perante o mundo, com a intenção e a capacidade para atuar sobre o seu próprio destino e tem como lema principal "Nada a subjugar o Ser Humano e nenhum Ser Humano subjugado por outro".

### Os Seis Princípios do Humanismo Siloísta
Os seis princípios do Humanismo constituem a base de sua estrutura social e o compromisso de ação no mundo.
- Colocar o ser humano como valor e preocupação central, de modo que nada esteja a subjugar o ser humano e que nenhum ser humano seja superior ao outro;
- Afirmar a igualdade de todas as pessoas, trabalhar pela superação da simples formalidade de direitos iguais perante a lei e avançar em direção a um mundo de oportunidades iguais para todos;
- Reconhecer a diversidade pessoal e cultural, aceitando as características próprias de cada povo e condenando toda discriminação que se baseie nas diferenças económicas, raciais, étnicas e culturais;
- Dar suporte ao desenvolvimento do conhecimento, sem limitações impostas ao pensamento por preconceitos aceites como verdades absolutas ou imutáveis;
- Defender a liberdade de ideias e crenças;
- Repudiar não só as formas de violência física, mas todas as outras formas de violência, quer seja de índole económica, racial, sexual, religiosa, moral e psicológica, e ainda, as situações de violência enraizadas nas diversas regiões do mundo.

## Áreas de trabalho
O Movimento Humanista organiza várias iniciativas através de suas organizações e frentes de ação. As organizações do Movimento Humanista e seus principais temas são:
- A Comunidade para Desenvolvimento Humano, ou A Comunidade[5]: busca a transformação social em função (através) da transformação pessoal;
- Convergência das Culturas[6]: intercâmbio entre as diferentes culturas e promoção da tolerância;
- Partido Humanista[7]: organização política para mobilização social e a participação política;
- Mundo sem Guerras e sem Violência (MSG)[8]: oposição não violenta ao armamentismo, contra as armas nucleares e todas as guerras;
- Centro Mundial de Estudos Humanistas[9]: estudo para criar bases para uma fundamentação intelectual e filosófica do Novo Humanismo.

## Partido Humanista
O Partido Humanista foi fundado em 1984. Em 1999 foi fundado o Partido Humanista em Portugal, todavia, dissolveu-se em 2015; Entre diversas propostas, os humanistas defendem principalmente as seguintes:
- Direitos humanos;
- Desmilitarização da polícia e serviço militar não obrigatório;

- Transportes gratuítos, com "Passe social livre, sem tarifa para estudantes, desempregados reformados/aposentados e Idosos;
- Melhor distribuição da renda no país;
- Reforma agrária;
- Os movimentos sociais por melhores condições de moradia, trabalho, defesa do meio ambiente, saúde e educação;
- Regulamentação e democratização dos meios de comunicação;
- Valorização do salário mínimo;
- Universidade para todos;
- Hospitais com tratamentos gratuitos e de qualidade para 100% da população;
- Direitos reprodutivos e sexuais das mulheres brasileiras;
- Parto humanizado com direito à escolha;
- Combate à discriminação e promoção dos direitos de lésbicas, gays, bissexuais, travestis e transexuais;
- Imposto sobre grandes fortunas;
- Financiamento público de campanha;
- Software livre;
- Acesso livre à informação, cultura e conhecimento;
- Criação de mecanismos permanentes de democracia direta e de consulta popular;
- Votação direta para o povo escolher suas autoridades judiciárias (juízes, promotores, etc.);
- População com poder de voto real para decidir coletivamente as leis, os orçamentos e as políticas públicas;
- Humanização do Sistema Único de Saúde;
- Fim das filas de espera em postos de saúde, AMAS e hospitais;
- Transparência na gestão pública;
- Redução progressiva do armamento convencional entre todos os países do mundo;
- Renúncia à guerra como metodologia para resolver conflitos;
- Desmantelamento total dos arsenais nucleares;
- Controle estatal do sistema financeiro;
- Criação de bancos nacionais e regionais sem juros, com administração mista e regulamentação que castigue as práticas especulativas e usurárias;
- Gestão colaborativa e pública das concessões de TVs e rádios abertas, com tempos de transmissão para movimentos sociais, minorias, ONGs e associações de todas as regiões do país;
- Liberdade de circulação e igualdade de direitos para todos os habitantes do planeta, em todos os países;
- Liberdade e igualdade de direitos para todas as culturas, filosofias e religiões, garantindo o respeito pela diversidade num Estado laico;
- Implementação de mecanismos de democracia real: consultas vinculativas, eleição direta dos três poderes do Estado, descentralização, representação de minorias, lei de revogação de mandatos, lei de responsabilidade política e orçamentos participativos, em todos os níveis do Estado brasileiro;
- Direito a voto real e permanente: atualmente apenas elegemos representantes que votam por nós;
- Voto real para a população decidir os programas dos governos, definir os orçamentos públicos e tomar as decisões em conjunto com os representantes dos três poderes.Referências

1. ↑  O último censo feito pela estrutura organizacional do Movimento Humanista, de junho de 2009, um mês e meio antes de seu desmembramento, mostrava membros ativos em 95 países, existindo muitos simpatizantes que não participavam oficialmente da organização espalhados por mais uma dúzia de países. Em alguns casos, a não participação de simpatizantes de forma oficial na organização era causada por perseguição política.
2. ↑  Documento do Movimento Humanista, no site http://www.movimentohumanista.org/documento-humanista.html.
3. ↑  «Commission d'enquête sur les sectes – Assemblée nationale». assemblee-nationale.fr. 2012. Consultado em 18 de março de 2012
4. ↑  Organismos sociais.
5. ↑  A Comunidade.
6. ↑  Convergência das Culturas
7. ↑  Partido Humanista Internacional
8. ↑  Mundo sem Guerras e sem Violência (MSG)
9. ↑  Centro Mundial de Estudos Humanistas